# بریانته مندوزا
بریانته مندوزا (به انگلیسی: Brillante Mendoza) کارگردان فیلم اهل فیلیپین است که در شصت و دومین دوره جشنواره فیلم کن در سال ۲۰۰۹ برنده جایزه بهترین کارگردانی برای فیلم کیناتای شد. از دیگر فیلم‌هایی که وی کارگردانی کرده‌است، می‌توان به پذیرایی اشاره نمود.